# Troféu HQ Mix de melhor roteirista nacional
Roteirista nacional é uma das categorias do Troféu HQ Mix, premiação brasileira dedicada aos quadrinhos que é realizada pela Associação dos Cartunistas do Brasil (ACB) e pelo Instituto do Memorial das Artes Gráficas do Brasil (IMAG) desde 1989.

## História
As categorias "Roteirista estrangeiro" e "Roteirista nacional" fazem parte do Troféu HQ Mix desde sua primeira edição, em 1989. São destinadas a premiar roteiristas brasileiros e estrangeiros com base na produção nacional do ano anterior ao da realização da cerimônia. No caso dos estrangeiros, a eleição é baseada na data de lançamento das edições nacionais de seus trabalhos. Ambas as categorias são escolhidas por votação entre profissionais da área (desenhistas, roteiristas, jornalistas, editores, pesquisadores etc.) a partir de uma lista de sete indicados elaborada pela comissão organizadora do evento.
Na categoria "Roteirista nacional", os maiores ganhadores são Laerte Coutinho e Lourenço Mutarelli, com quatro troféus cada. O troféu foi dividido entre dois roteiristas duas vezes: Em 2009 venceram Adriana Brunstein e Samuel Casal, que escreveram juntos a graphic novel Prontuário 666, e, em 2014, os irmãos Vitor e Lu Cafaggi venceram por seu trabalho em Turma da Mônica - Laços.

## Vencedores e indicados
| Ano  | Roteirista                       | Obra(s)                                                    | Outros indicados | Nota(s)       |
| ---- | -------------------------------- | ---------------------------------------------------------- | --- | ------------- |
| 1989 | Laerte                           |                                                            | | [ 4 ]         |
| 1990 | Laerte                           |                                                            | | [ 4 ]         |
| 1991 | Laerte                           |                                                            | | [ 4 ]         |
| 1992 | Guilherme de Almeida Prado       |                                                            | | [ 4 ]         |
| 1993 | André Toral                      |                                                            | | [ 4 ]         |
| 1994 | Patati                           |                                                            | | [ 4 ]         |
| 1995 | Ota                              |                                                            | | [ 4 ]         |
| 1996 | Newton Foot                      |                                                            | | [ 4 ]         |
| 1997 | Laerte                           |                                                            | | [ 4 ]         |
| 1998 | Paulo Garfunkel                  |                                                            | | [ 4 ]         |
| 1999 | Lourenço Mutarelli               |                                                            | | [ 4 ]         |
| 2000 | André Toral                      |                                                            | | [ 5 ]         |
| 2001 | André Toral                      |                                                            | | [ 6 ]         |
| 2002 | Wellington Srbek                 |                                                            | | [ 7 ]         |
| 2003 | Lourenço Mutarelli               |                                                            | | [ 8 ]         |
| 2004 | André Diniz                      | Subversivos e outras histórias                             | | [ 9 ]         |
| 2005 | Lourenço Mutarelli               |                                                            | | [ 10 ]        |

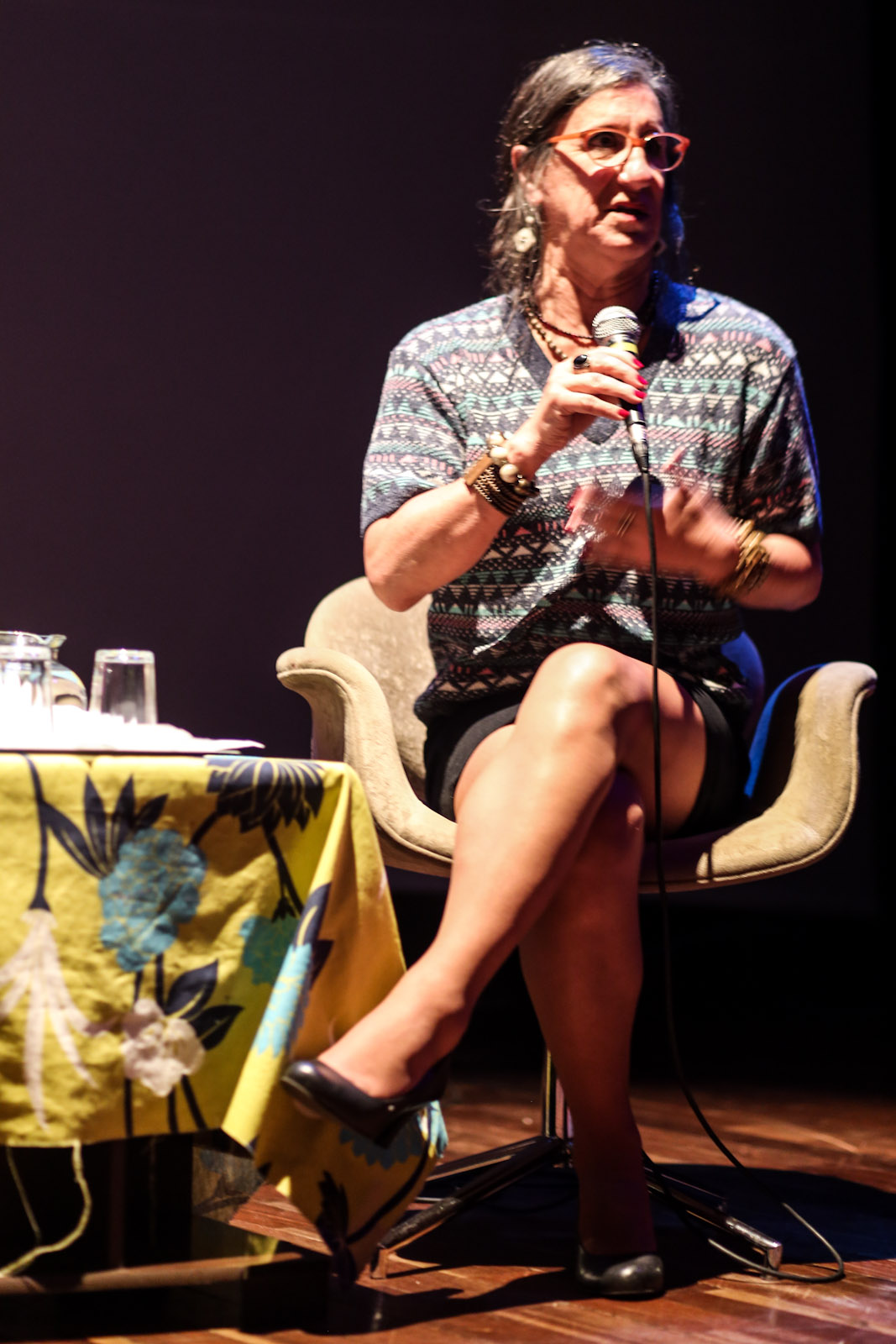
Laerte Coutinho venceu quatro vezes a categoria (1989, 1990, 1991 e 1997).

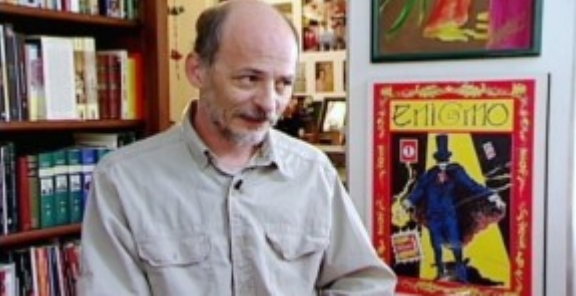
Lourenço Mutarelli venceu quatro vezes a categoria (1999, 2003, 2005 e 2007).

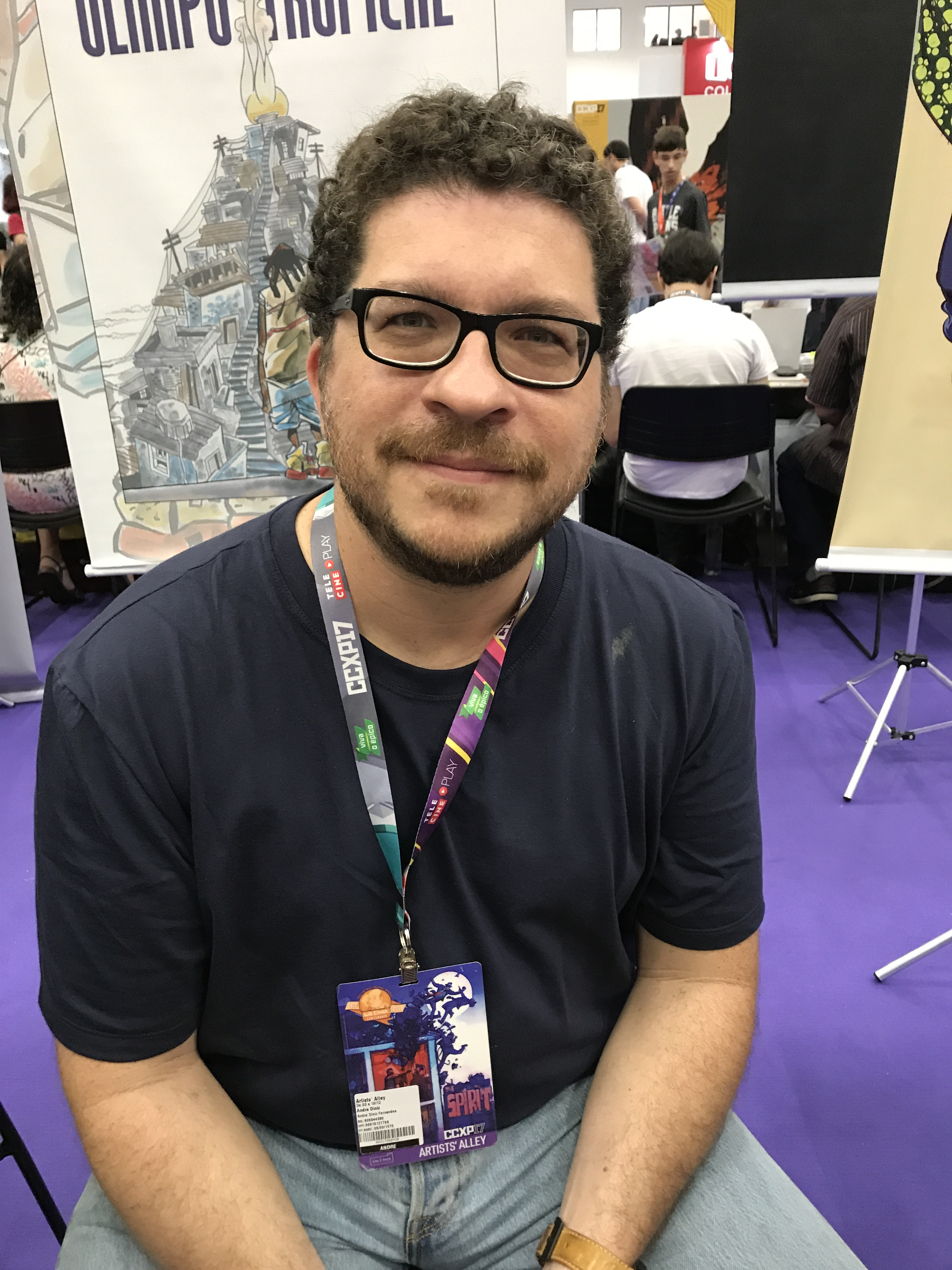
André Diniz venceu três vezes a categoria (2004, 2010 e 2012).

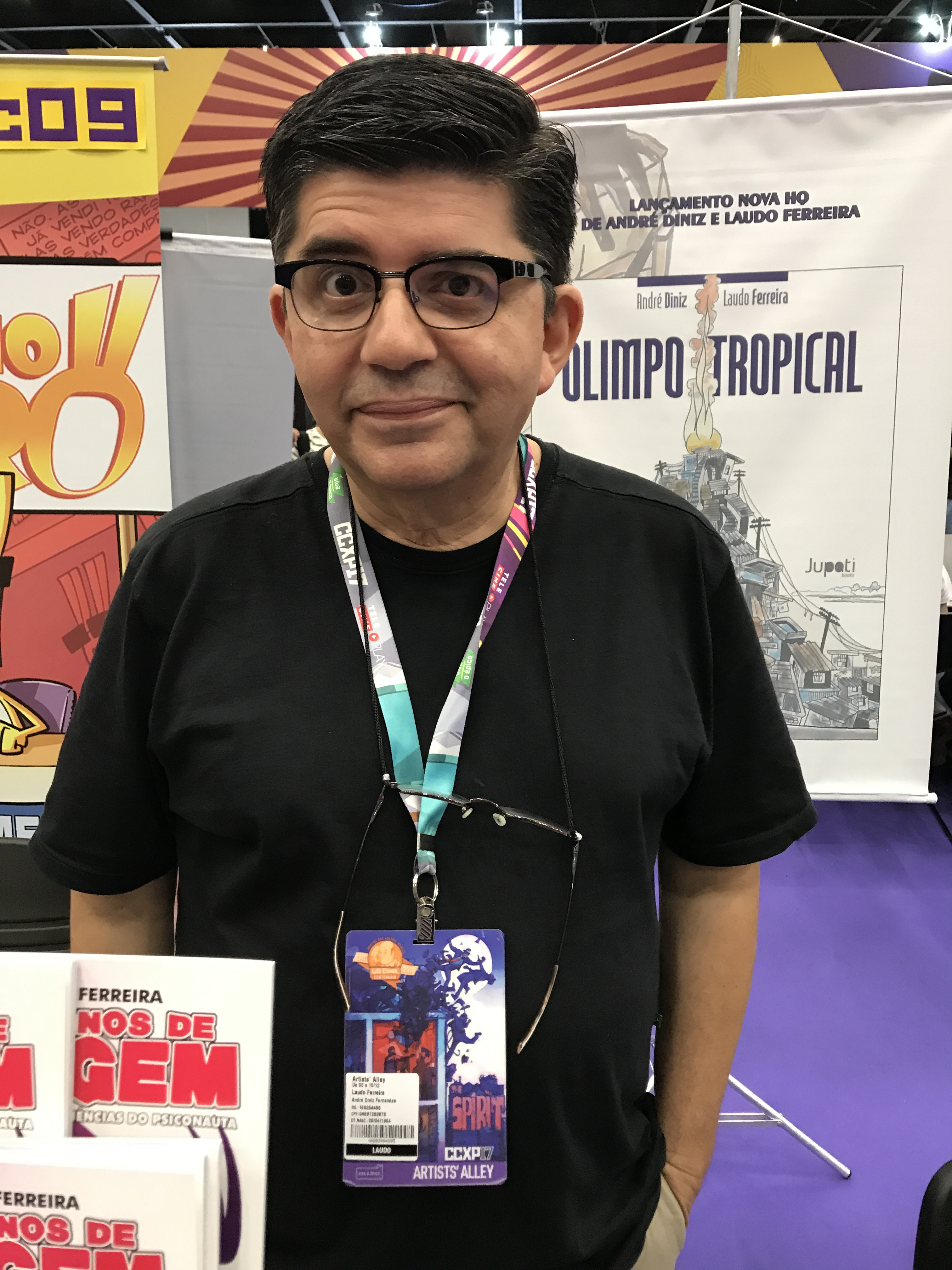
Laudo Ferreira Jr. venceu em 2017 e 2019.

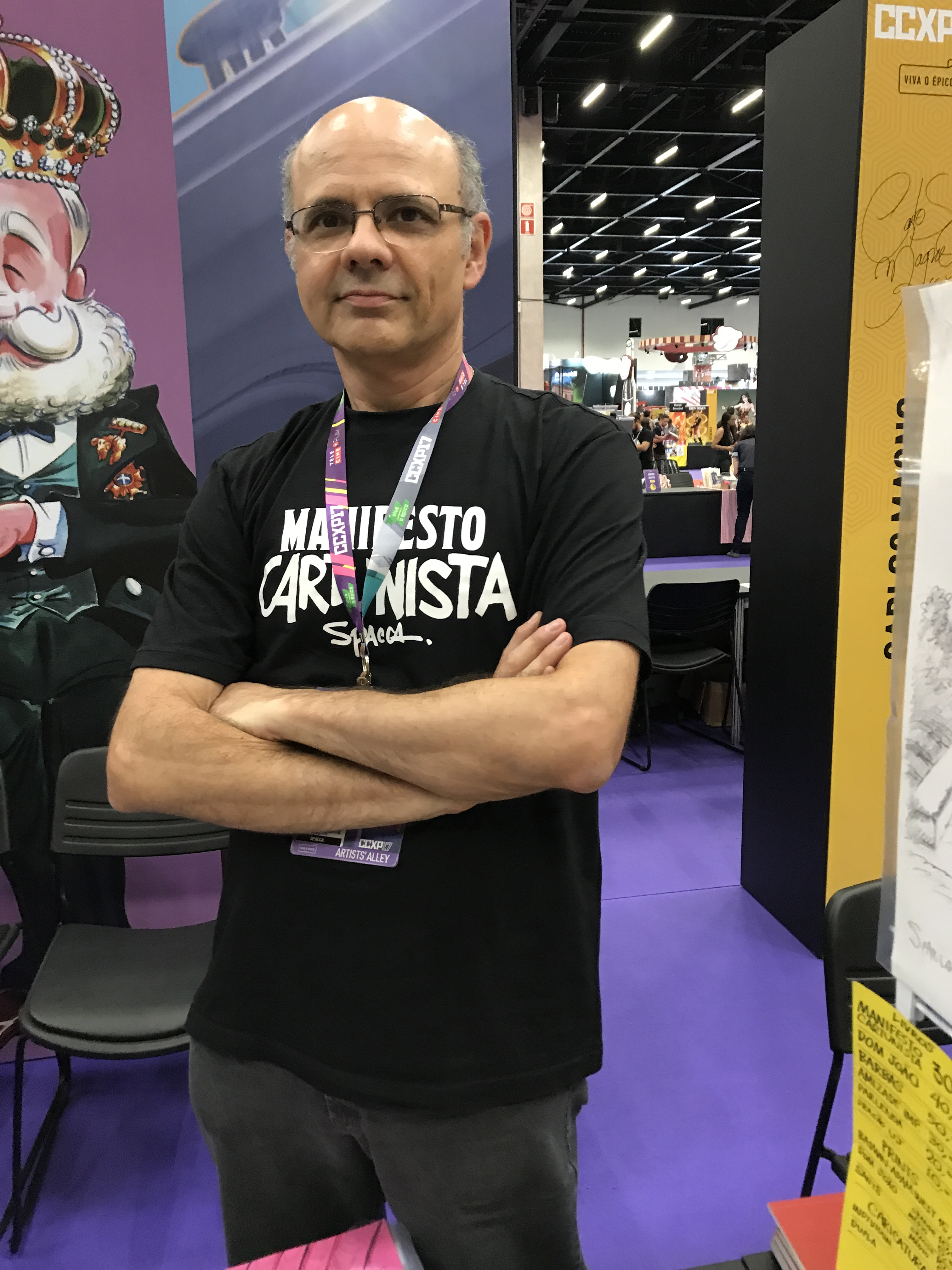
Spacca venceu em 2006.

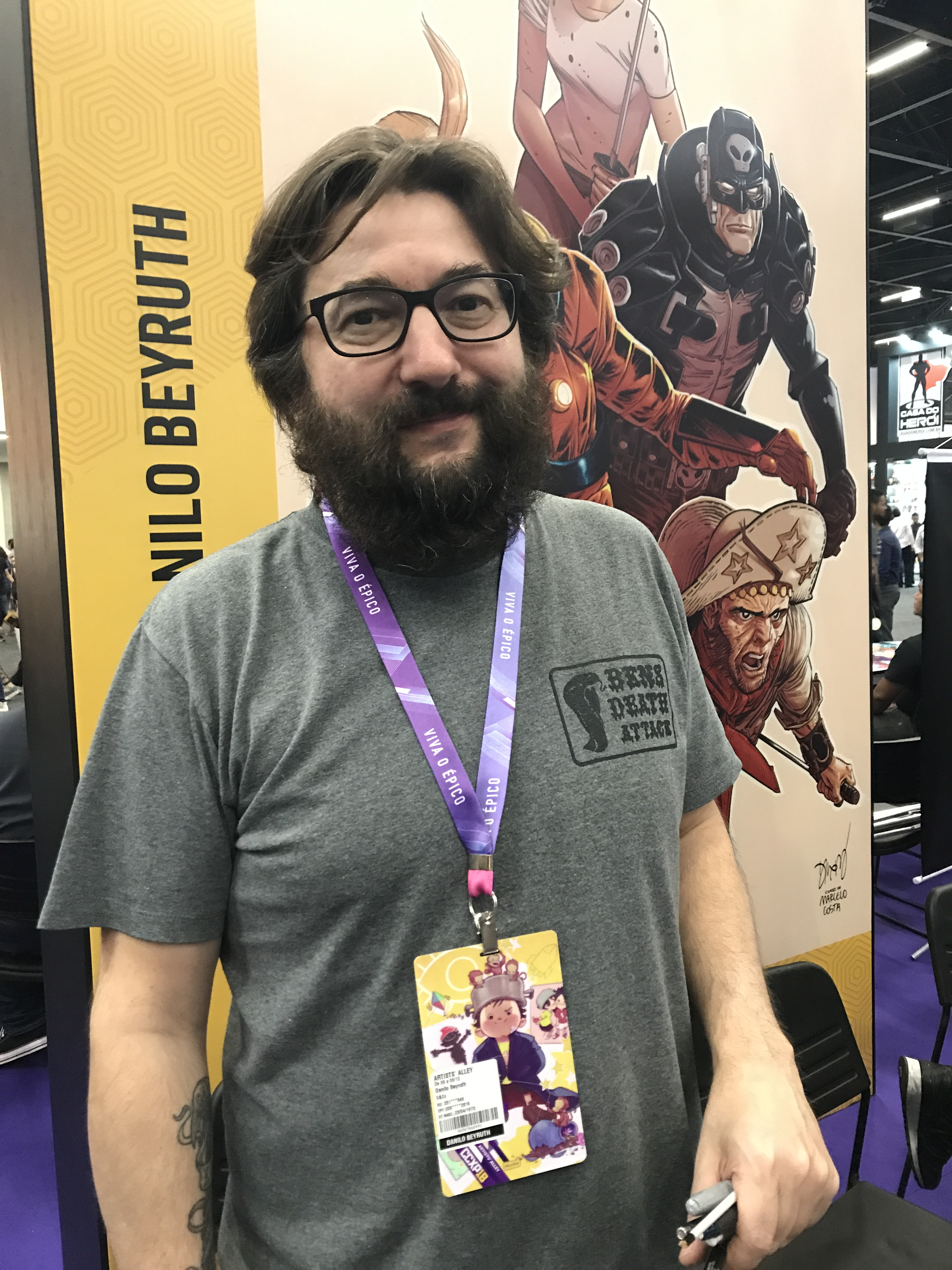
Danilo Beyruth venceu em 2011.

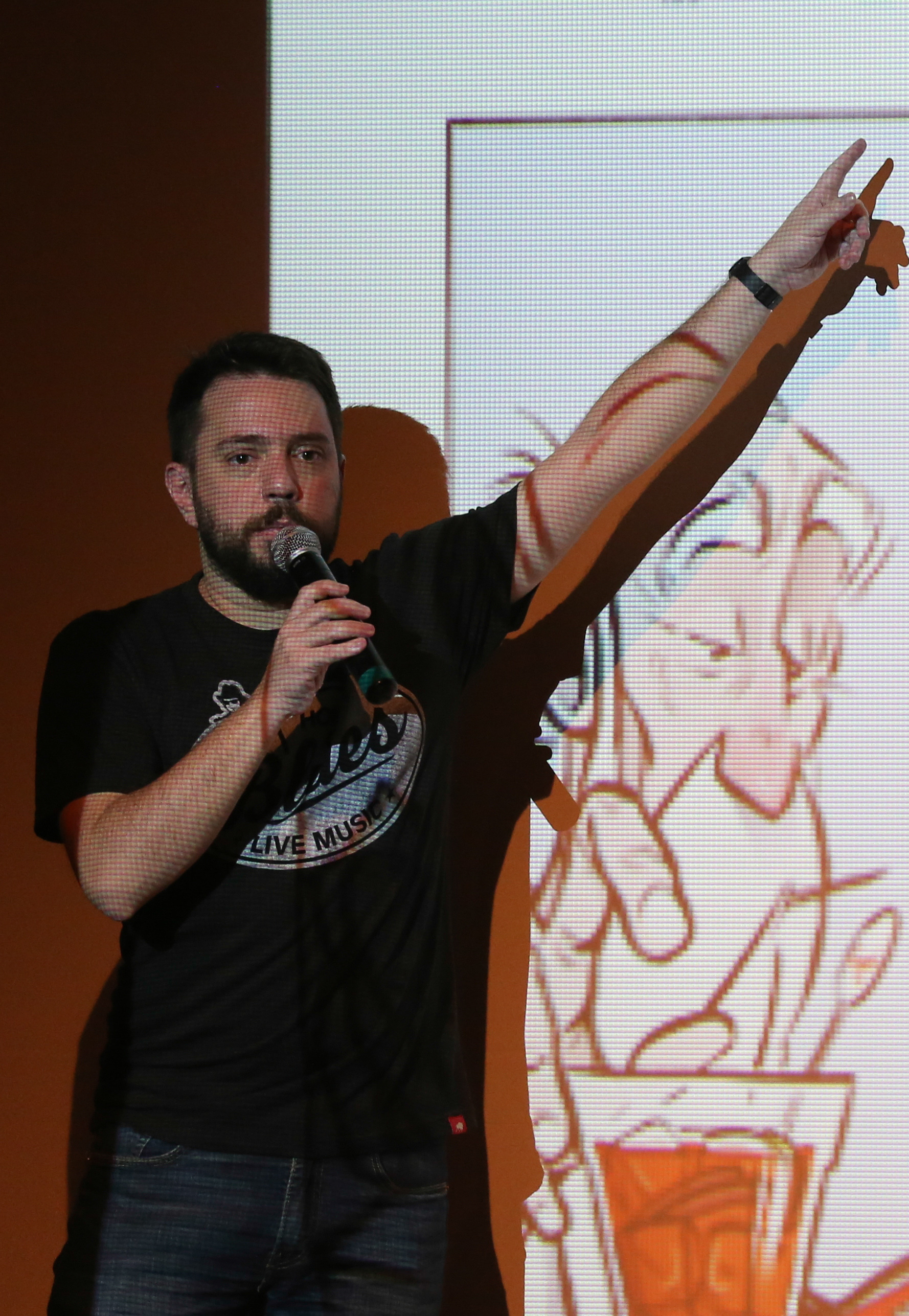
Gustavo Duarte venceu em 2013.

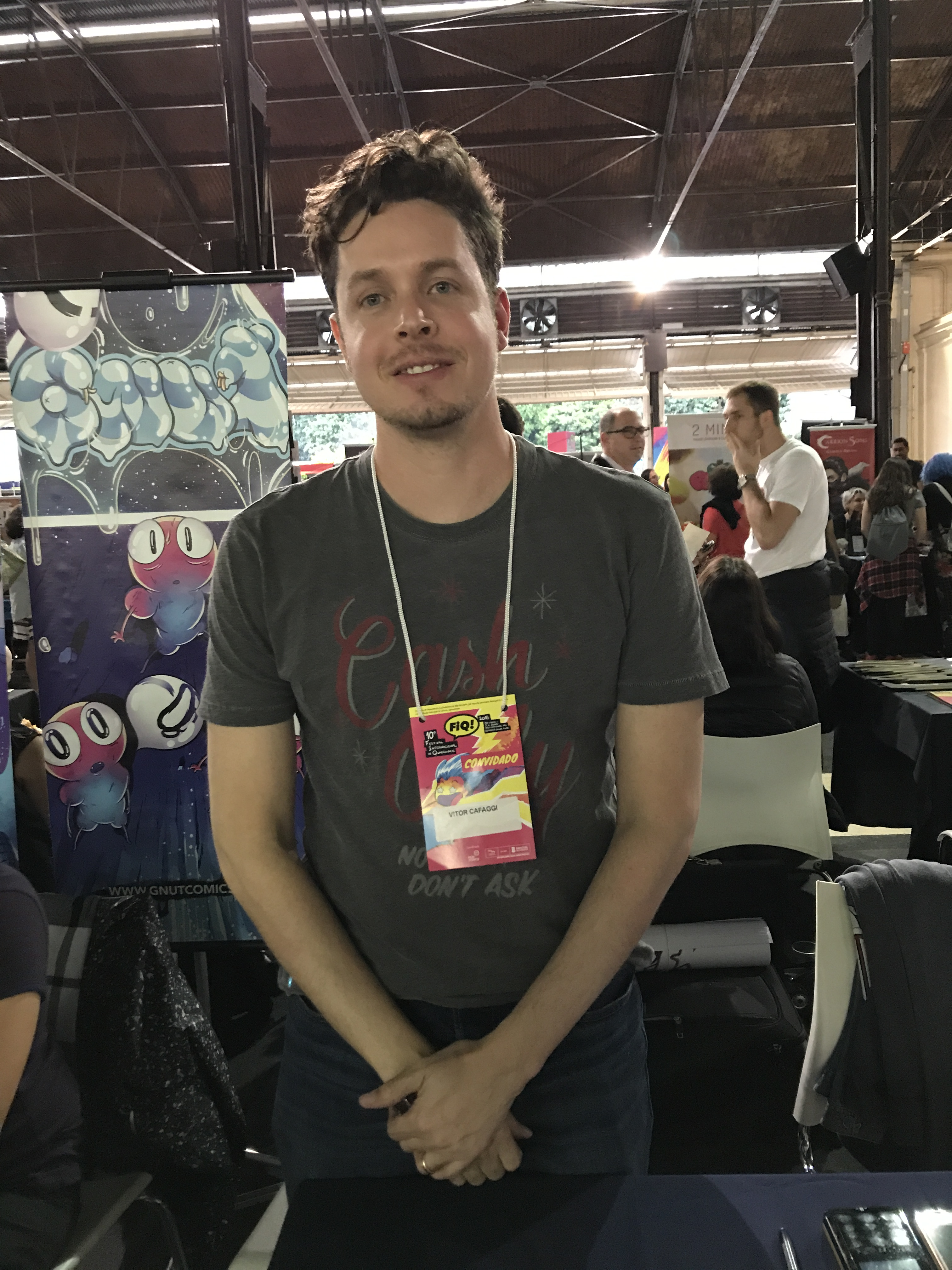
Vitor Cafaggi venceu, ao lado de sua irmã, em 2014.

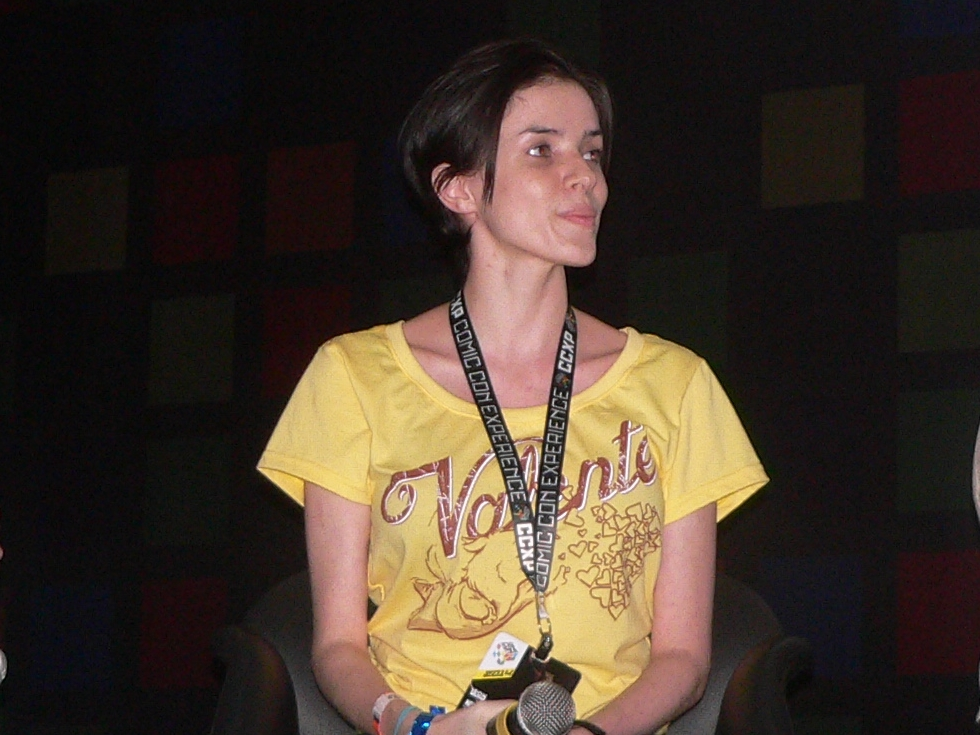
Lu Cafaggi venceu, ao lado de seu irmão, em 2014.

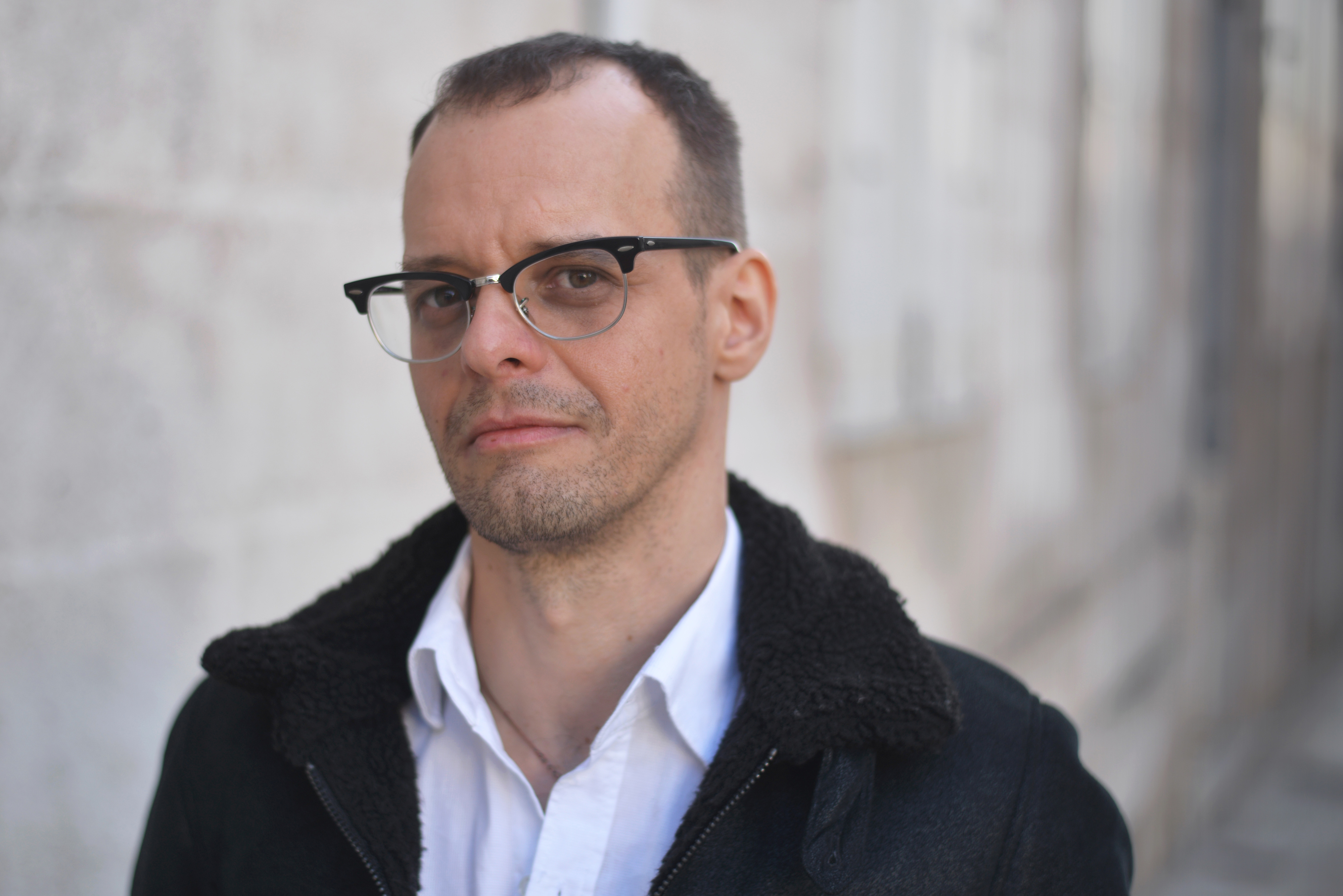
Marcello Quintanilha venceu em 2015.

| 2006 | Spacca                           | Santô e os pais da aviação                                 | - André Diniz (Chalaça; O Amigo do Imperador) - Caco Galhardo (Dom Quixote) - Gonçalo Junior (Claustrofobia) - Marcatti (Mariposa) - Osmarco Valadão (The Long Yesterday) - Wellington Srbek (Muiraquitã Especial; Monstros) | [ 11 ] [ 12 ] |
| 2007 | Lourenço Mutarelli               | Caixa de areia                                             | - André Kitagawa (Chapa Quente) - Gonçalo Junior (O Messias) - Leo (Aldebaran) - Osmarco Magalhães (O Instituto) - Volney Nazareno (Encantarias) - Wellington Srbek (Muiraquitã) | [ 13 ] [ 14 ] |
| 2008 | Wander Antunes                   | O corno que sabia demais e A boa sorte de Solano Dominguez | - Daniel Esteves (Nanquim Descartável) - Fábio Moon (O Alienista) - Guazzelli (O Primeiro Dia; O Relógio Insano) - Laerte (Laertevisão) - Marcatti (A Relíquia) - Spacca (D. João Carioca) | [ 15 ] [ 16 ] |
| 2009 | Adriana Brunstein e Samuel Casal | Prontuário 666                                             | - André Diniz (Coleção História e Filosofia em Quadrinhos) - Daniel Esteves (Nanquim Descartável; Front) - Cadu Simões (Nova Hélade; Garagem Hermética) - Fábio Lyra (Menina Infinito - Desiderata) - Fábio Moon e Gabriel Bá (Descobrindo São Paulo) - José Aguiar (Quadrinhofilia) | [ 2 ] [ 17 ]  |
| 2010 | André Diniz                      | 7 vidas, A revolta de Canudos e Ato 5                      | - Daniel Esteves (Café Espacial; Garagem Hermética; Nanquim Descartável; Quadrinhópole) - Laudo (Yeshuah) - Guazzelli (Graffiti 76% Quadrinhos; Pagador de Promessas; Ragu) - Marcello Quintanilha (Sábado dos Meus Amores) - Sandro Lobo (Copacabana) - Spacca (Jubiabá) | [ 18 ] [ 19 ] |
| 2011 | Danilo Beyruth                   | Bando de dois                                              | - André Diniz (O Quilombo Orum Aiê) - Alex Mir (O Mistério da Mula-sem-Cabeça) - Laudo Ferreira Jr. (Yeshuah) - Luiz Antonio Aguiar (Triste Fim de Policarpo Quaresma) - Roger Cruz (Xampu - Lovely Losers) - Wellington Srbek (Memórias Póstumas de Brás Cubas) | [ 20 ] [ 21 ] |
| 2012 | André Diniz                      | Morro da Favela                                            | - Carlos Ferreira (Kardec) - Daniel Esteves (O Louco, a Caixa e o Homem; Nanquim Descartável) - Lourenço Mutarelli (Quando meu Pai se Encontrou com o ET Fazia Um Dia Quente) - Marcelo Cassaro (Dbride: A Noiva do Dragão) - Vitor Cafaggi (Duo.tone; Valente para Sempre) - Wellington Srbek (Ciranda Coraci; O Senhor das Histórias) | [ 22 ] [ 23 ] |
| 2013 | Gustavo Duarte                   | Monstros!                                                  | - André Diniz (Negrinho do Pastoreio) - Daniel Esteves (Km Blues; Petisco Apresenta, vol. 1) - Danilo Beyruth (Astronauta - Magnetar) - Ferréz (Desterro) - Marcela Godoy (Shakespeare em Quadrinhos; vol. 5 - Macbeth; A Dama do Martinelli) - Rogério Vilela (Acordes) | [ 24 ] [ 25 ] |
| 2014 | Vitor Cafaggi e Lu Cafaggi       | Turma da Mônica - Laços                                    | - André Diniz (Z de Zelito) - Daniel Esteves (São Paulo dos Mortos) - Estevão Ribeiro (Futuros Heróis) - José Aguiar (Folheteen - Direto ao Ponto) - Shiko (Piteco - Ingá) - Wellington Srbek (Hamlet) | [ 3 ] [ 26 ]  |
| 2015 | Marcello Quintanilha             | Tungstênio                                                 | - André Diniz (Duas Luas) - Eloar Guazzelli (Kaputt) - Laudo Ferreira Jr. (Yeshuah vol. 3 – Onde Tudo Está) - Magno Costa (A Vida de Jonas) - Marcelo D'Salete (Cumbe) - Marcelo Saravá (Aos Cuidados de Rafaela) | [ 27 ] [ 28 ] |
| 2016 | Lillo Parra                      | Descobrindo um Novo Mundo e La Dansarina                   | - Ana Luiza Koehler (Beco do Rosário Vol 1) - André Diniz (Café Espacial nº.15; Que Deus te abandone; Quando a noite fecha os olhos) - Bianca Pinheiro (Bear – Volume 2) - Eduardo Damasceno (Quiral) - Fábio Moon e Gabriel Bá (Dois Irmãos) - Marcello Quintanilha (Talco de vidro) - Pablo Casado (Mayara & Annabelle – Volume 2) - Rogério Coelho (Louco: Fuga; O Barco dos Sonhos) - Vitor Cafaggi e Lu Cafaggi (Turma da Mônica – Lições) | [ 29 ] [ 30 ] |
| 2017 | Laudo Ferreira                   | Cadernos de Viagem, Yeshuah Absoluto, Zé do Caixão         | - Alexandre S. Lourenço (Você é um Babaca, Bernardo) - Bianca Pinheiro (Mônica - Força) - Danilo Beyruth (Astronauta – Assimetria) - Eduardo Damasceno e Luís Felipe Garrocho (Bidu: Juntos) - Gabriel Mourão (Paraíba) - José Aguiar (Coisas de Adornar Paredes, A Infância do Brasil) - David Calil (Uma Noite em L’enfer) - Milena Azevedo (Visualizando Citações 2; Haole) - Rafael Albuquerque, Rafael Scavone e Thedy Corrêa (O Segredo da Floresta) | [ 31 ] [ 32 ] |
| 2018 | Marcelo D'Salete                 |                                                            | - Alexandre S Lourenço - André Diniz - André Toral - Bianca Pinheiro - José Aguiar - Lu Cafaggi e Vitor Cafaggi - Magno Costa - Rafael Coutinho - Wagner Willian | [ 33 ] [ 34 ] |
| 2019 | Laudo Ferreira                   | O Santo Sangue                                             | - Alcimar Frazão - Danilo Beyruth (Samurai Shirô) - Eric Peleias (Últimos Deuses) - Felipe Castilho (Desafiadores do Destino) - José Aguiar (Malu) - Marcelo Lélis (Anuí) - Raphael Salimena - Thiago Ossostortos (Os últimos dias do xerife) - Wagner Willian (O martírio de Joana Dark Side) | [ 35 ] [ 36 ] |
| 2020 | Daniel Esteves                   | Sobre o Tempo em Que Estive Morta e Último Assalto         | - Aline Zouvi (Pão Francês) - Danilo Beyruth (Love Kills) - Felipe Nunes (Clean Break) - Lillo Parra (O Cramulhão e o Desencarnado) - Marcello Quintanilha (Luzes de Niterói) - Mário César (Bendita Cura 2) - Milena Azevedo (Penpengusa) - Orlandeli (Os Olhos de Barthô) - Shiko (Três Buracos) - Thiago Ossostortos (Mjadra) - Fefê Torquato(Tina: Respeito) | [ 37 ] [ 38 ] |
| 2021 | Rafael Calça                     | Jeremias: Alma                                             | - Alex Mir (Orixás: Os Nove Eguns) - Ana Luiza Koehler (Beco do Rosário) - Felipe Castilho (Guarás: A Outra Margem) - Germana Viana (Gibi de Menininha Apresenta: Patrícia) - José Aguiar (CWB) - Max Andrade (Juquinha: O Solitário Acidente da Matéria) - Milena Azevedo (Contos Urbanos) - Pablo Casado (Mayara & Annabelle: Hora Extra) - Shiko (Carniça e a Blindagem Mística nº 1) | [ 39 ] [ 40 ] |
| 2022 | Marcello Quintanilha             | Escuta, Formosa Márcia                                     | - Alex Mir (Orixás: A Revolta dos Eguns) - André Diniz (Revolta da Vacina) - Camilo Solano e Aldo Solano (Cidade Pequenina) - Eric Peleias (Alice Através do Muro Volume Um) - Felipe Castilho e Rafael Bittencourt (Templo das Sombras) - Gidalti Jr. (Brega Story) - Guilherme Smee (Mandinga!) - Mário César (Bendita Cura nº 3) - Mhorgana Alessandra (Silentium) - Orlandeli (Chico Bento: Verdade) - Talessak (Ira dos Ventos) | [ 41 ] [ 42 ] |
| 2023 | Vitor Cafaggi                    | Franjinha: Contato                                         | - Alex Mir (Ebó 2.222 e Grilhões) - André Diniz (T.A.T.T.O.O.: À Flor da Pele) - Bianca Pinheiro (Alho-Poró) - Daniel Esteves (Fronteiras) - Danilo Beyruth (Astronauta: Convergência) - Fernanda Verissimo (A Batalha) - Germana Viana (Era Uma Vez e Outros Contos de Júlia Lopes de Almeida) - Lillo Parra (Amantikir e João Verdura e o Diabo) - Marcelo D'Salete (Mukanda Tiodora) - Marcelo Saravá (META Volume 2: A Jornada do Leitor e Splendor Blues) - Rafael Calça (O Fim da Noite) - Spacca e Lilia Moritz Schwarcz (Triste República: A Primeira República Comentada por Lima Barreto) | [ 43 ] [ 44 ] |
| 2024 | Rafael Calça                     | Jeremias: Estrela                                          | - Alex Mir (Orixás: O Monstro do Vale) - Ana Luiza Koehler (Viaduto) - Bianca Pinheiro (Bear: As Aventuras de Dimas & Raven - Na Cidade das Charadas) - Clara Chotil (Ópera Negra) - Clarice França (Carmilla) - Larissa Palmieri (O Fantasma da Ópera em São Paulo) - Leandro Assis e Triscila Oliveira (Os Santos) - Petra Leão (O Morro dos Ventos Uivantes em Quadrinhos) - Samanta Flôor (A Canção Fantasma) | [ 45 ] [ 46 ] |